# Романов, Василий Романович

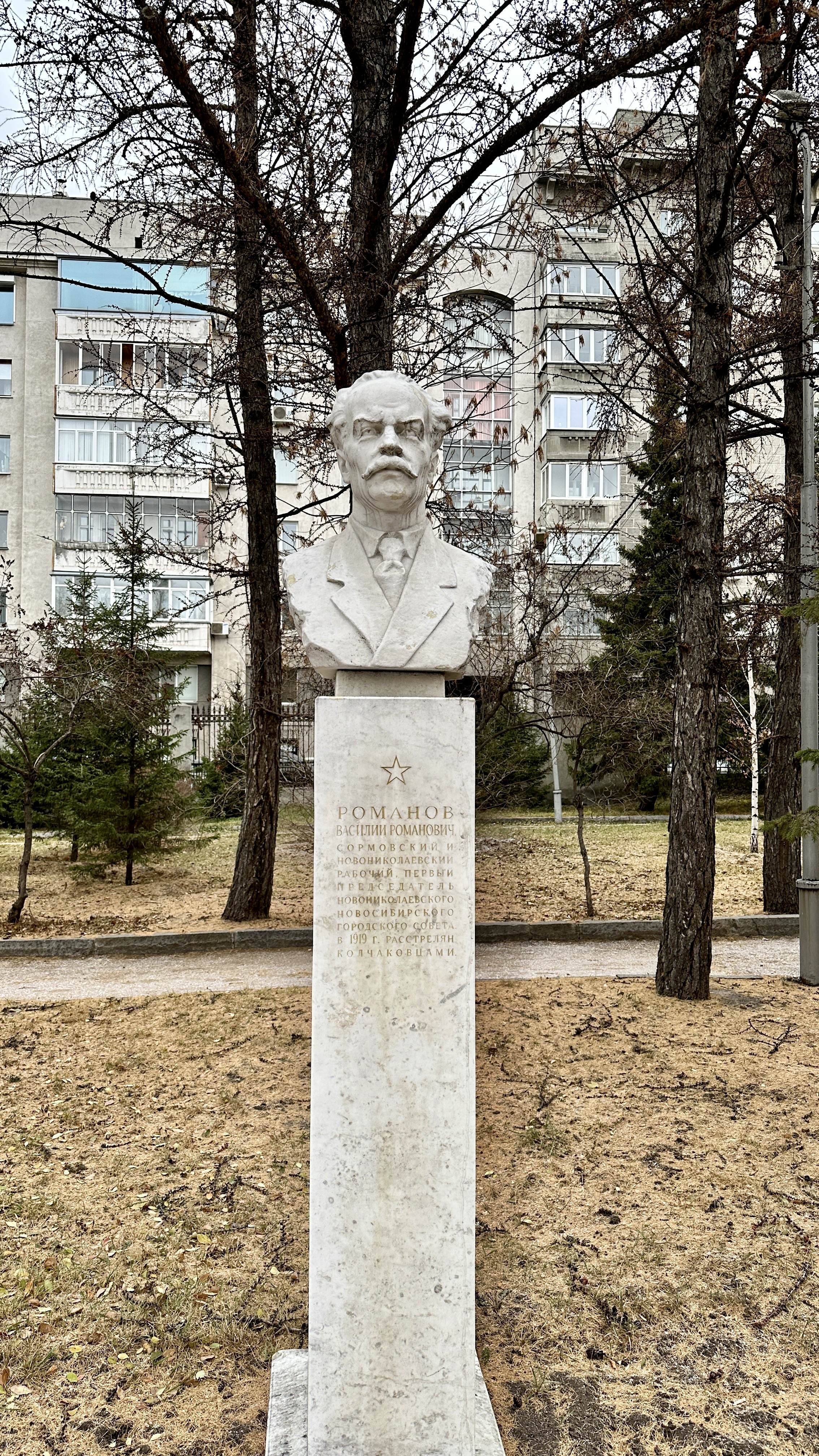
Бюст в Новосибирске

Васи́лий Рома́нович Рома́нов (1875, с. Савельево, Московская губерния — декабрь 1919, Ново-Николаевск) — русский революционер, большевик, борец за установление советской власти в Сибири. Председатель исполкома Ново-Николаевского городского Совета рабочих и солдатских депутатов (1918).

## Биография
Родился в крестьянской семье, окончил трехклассное училище. Начал работать с 12 лет. Работал чернорабочим, кочегаром, слесарем, электромонтером в городах Москва, Тифлис, Тула, Сормово, Киев. Занимался самообразованием.
С 1903 года член РСДРП. Участвовал в декабрьском вооруженном восстании в Сормово (1905), в 1908—1912 году состоял в революционных организациях Киева.
В 1913 году в административном порядке высылается в Сибирь. По прибытии в Ново-Николаевск сначала работает экспедитором на складе сельскохозяйственных машин товарищества «В. Г. Столль и Ко», затем заведует хлебным ссыпным пунктом. Активно участвует в общественно-политической жизни города.
После Февральской революции В. Р. Романов стал одним из лидеров городской партийной организации социал-демократов.
В 1917 году был избран председателем общества потребителей «Экономия». В марте того же года становится товарищем (заместителем) председателя Ново-Николаевского Комитета общественной безопасности и порядка, а в апреле входит в состав Городского народного собрания Ново-Николаевска, где входит во фракцию большевиков. В народном собрании резко критикует политику Временного правительства, выступает за передачу всей власти Совету. В июне его избрали в состав объединенного комитета РСДРП. Тогда же стал первым председателем Ново-Николаевского городского большевистского Совета рабочих, солдатских и крестьянских депутатов.
27 сентября под руководством Романова состоялось городское собрание большевиков Ново-Николаевска, которые приняли решение об организационном размежевании с меньшевиками. Романов был избран в состав большевистского городского комитета партии.
После свержения Временного правительства новониколаевские большевики организовали перевыборы городского совета, добившись таким образом в его новом составе преобладания фракции большевиков и левых эсеров. Романов вошёл в состав исполкома городского совета. 14 января 1918 года был избран председателем Ново-Николаевского уездного Совета.»
Во второй половине мая 1918 г. В. Р. Романов участвовал в совещании руководителей Советов Сибири, которое проводилось в г. Иркутске. При возвращении в Ново-Николаевск, был арестован на станции Канск восставшими чехословаками. Содержался в качестве заложника в тюрьмах разных городов Сибири, в октябре 1919 года переведён в новониколаевскую тюрьму.
За несколько дней до взятия города силами Красной армии в декабре 1919 года был расстрелян вместе с другими политическими заключёнными городской тюрьмы.
22 января 1920 года вместе с другими борцами за советскую власть был торжественно захоронен в Сквере Героев Революции. Два года спустя на братской могиле был сооружен памятник из бетона в виде прорвавшей скалу мускулистой руки, сжимающей горящий факел (авторы — художник В. Н. Сибиряков и инженер А. И. Кудрявцев).

## Память
- В 1957 году на аллее в сквере Героев Революции Новосибирска в числе других революционеров установлен мраморный постамент и скульптурный бюст В. Р. Романова[3].
- Именем Романова названа улица в Новосибирске.